# 长和殿

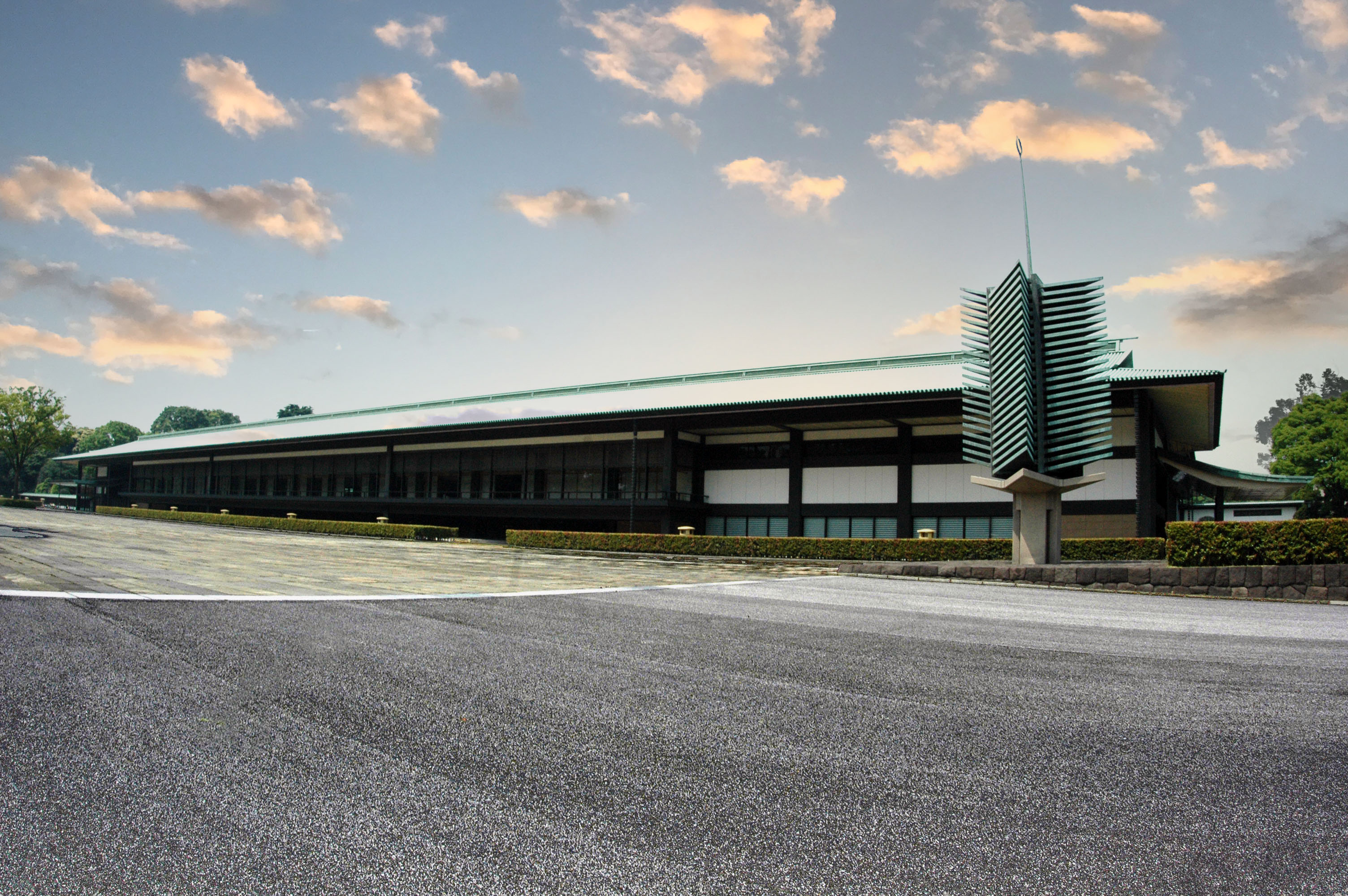
东庭、长和殿、松之塔

长和殿（日语：／ Chōwaden */?），是日本皇居宫殿的殿堂之一。
长和殿面朝东庭花苑，南北长163m，整体呈长方形，多用于接待贵宾、拜谒天皇、游客休息区和记者会等用途。南侧与回廊、北侧与丰明殿相连。一般参贺在东庭花苑举行（参贺者的位置），天皇和其他皇室成员则站在长和殿的阳台上。内部有玄关、北之间、石桥之间、春秋之间、松风之间、波之间等不同的房间。
长和殿还有作为宫殿的玄关的南车寄和北车寄，南车寄专门用于迎接国宾。

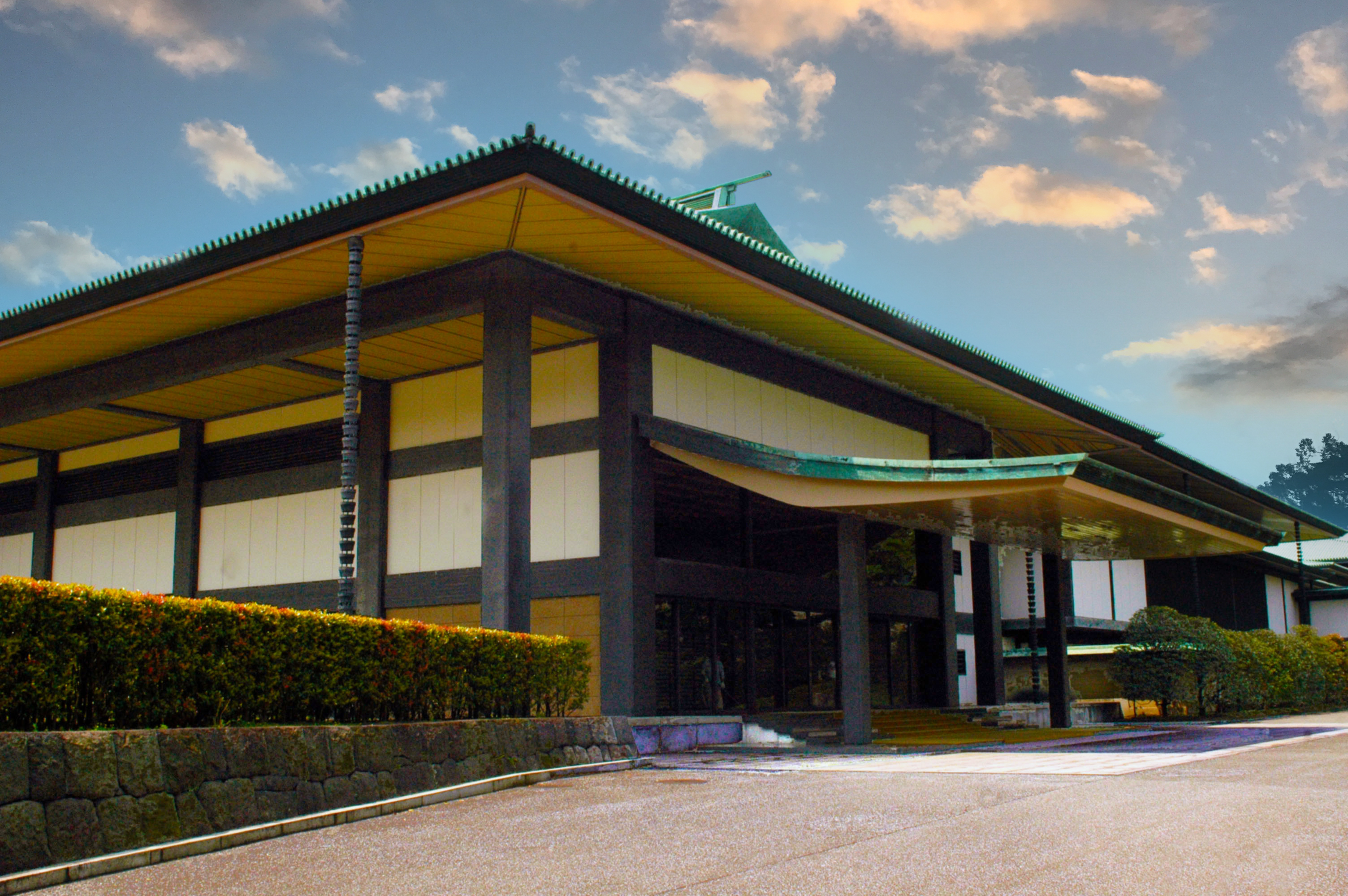
北车寄
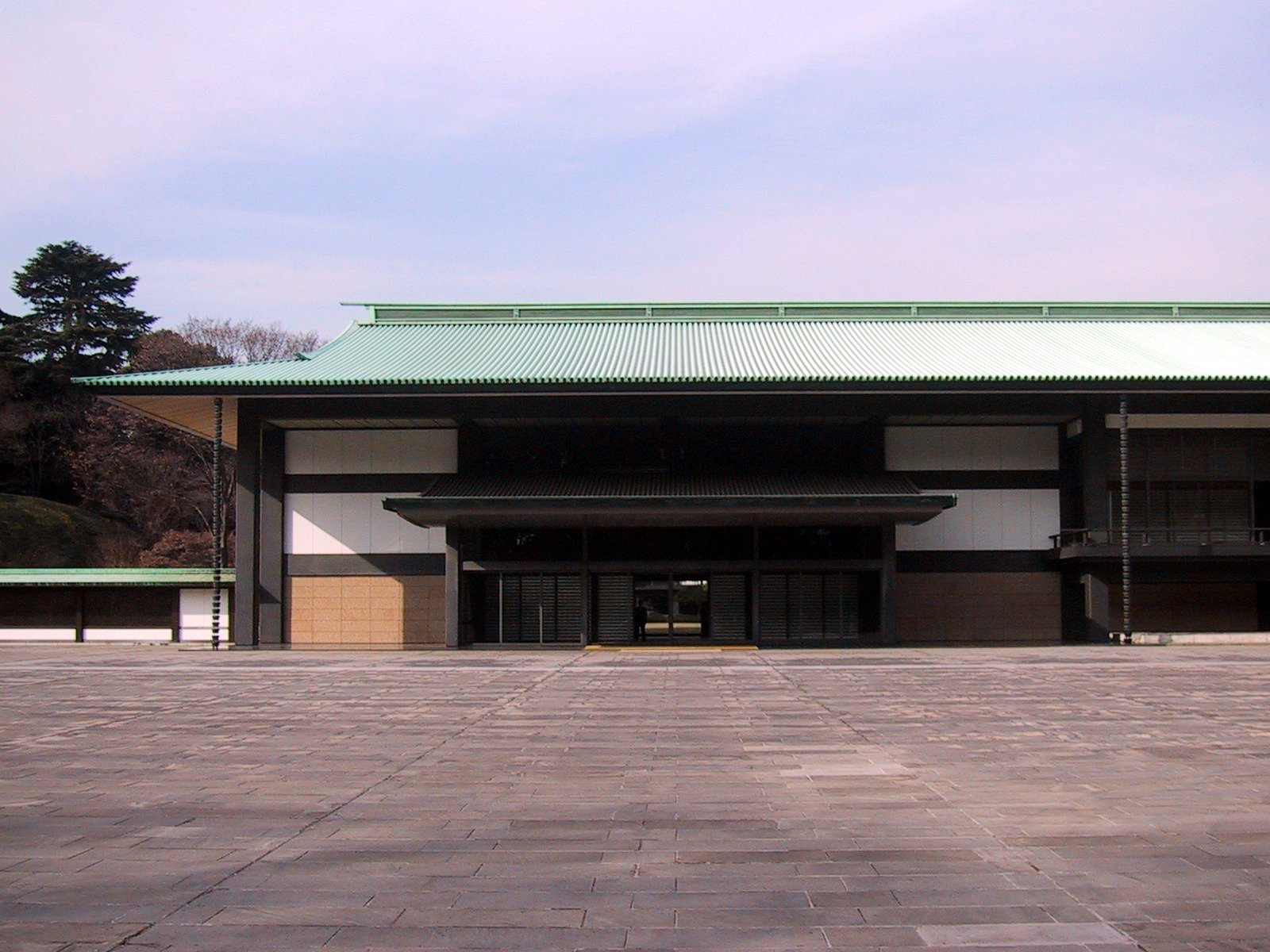
南车寄
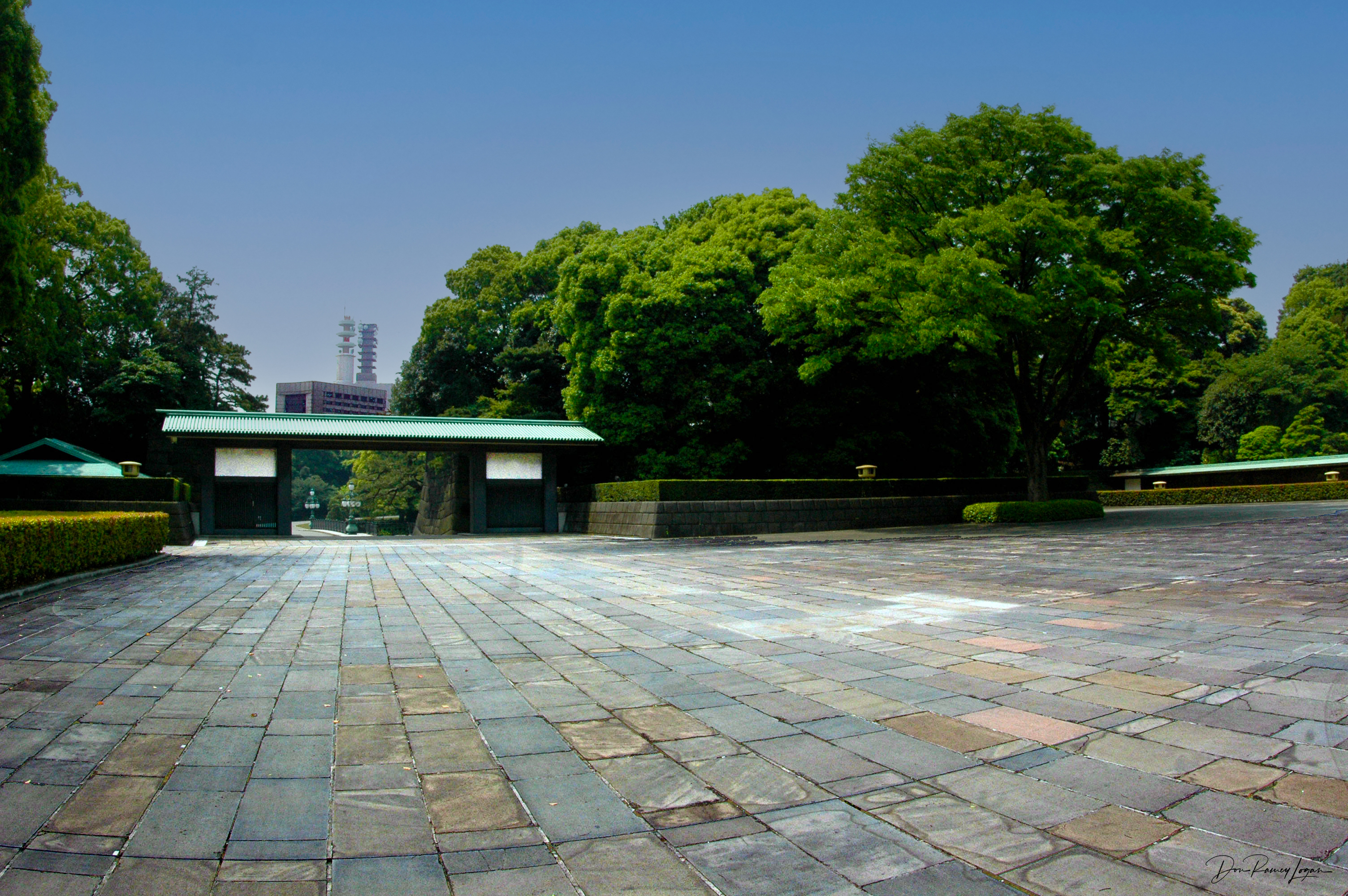
北龙町入口
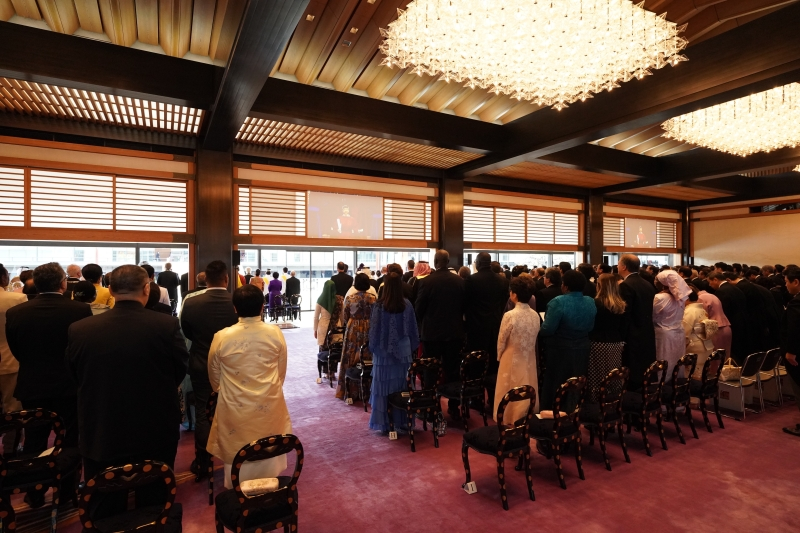
2019年德仁天皇即位之禮時，貴賓在春秋之間觀禮